# 加利西亞-阿斯圖里亞斯語
加利西亞-阿斯圖里亞斯語（Galician-Asturian）是羅曼語族下屬的一個語支，包括阿斯圖里亞斯地區埃奧河和納里亞河之間的方言。加利西亞-阿斯圖里亞斯語是東北部加利西亞語方言的集合。在2002年，加利西亞-阿斯圖里亞斯語的使用者約有45000人。